# 本山氏
本山氏（もとやまし）は、土佐国の豪族。土佐七雄の一つに数えられる。

## 起源
本姓は八木氏で、西峰（大豊町西峰）を発祥地とした。八木氏は紀貫之の『土佐日記』に「やぎのやすのりという人あり　この人国にかならずしもいひつかふるものにもあらざるなり　これぞただはしきようにて　馬のはなむけしたる守からにやあらむ　国人の心のつねとして　いまはとて見えずなるを　心あるものは　はぢずになむ来ける　これはものによりてほむるにしもあらず」と、八木康教が、土佐国司の任を終えた貫之が土佐を去る際に、特に利害関係もないのに自らの意志で訪れて送別に加わるなど、既に平安中期には有力な土佐国人としての姿を見せている。武家としては、弘安6年（1283年）正月の譲状に左近将監八木為時・有時が見えるなど鎌倉時代にはその存在が確認され、香美郡長久寺の地蔵蓮華銘に永徳2年（1382年）檀那伊豆守八木康綱とあるように室町時代には西峰のみならず、本山郷、新改（南国市）、大埇、岩村、潮江等、土佐東部に勢力を扶植していった。戦国時代に至っても、池内天神社の大檀那八木実茂（梅慶の父）や、本山豊前守八木清茂（茂宗ともいい梅慶のこと）とあるように、本山氏は八木姓を称していた。
本山氏が、西峰から名字を取った土佐国長岡郡本山郷（本山町）へ入部したのは、平安時代末期と考えられているが、諸資料には伊典が本拠を本山へ移し、本山と名乗りだしたと記している。『土佐物語』には「八木伊典といふものが、何の頃にか、本山に来たりて居住す。其の子養明、其の子茂宗まで三代、本姓を改めて本山と号す。是は清和源氏吉良氏の庶流と云う」とある。また『南路志』にも「本山氏は清和源氏吉良氏の庶流八木伊典、初めて当国に来、城を築云々」とあり、源氏との関係が指摘されてもいるが、これは土佐吉良氏を滅ぼした後に吉良を称したためで、本山氏自身は平姓を用いた。
なお本貫地は、『土佐物語』巻六には「国中第一の要害なり」と記されているほど難攻不落と目されたが、その所領の大部分は本山を中心とした山間部で、経済的には不利な土地柄だった。しかし、細川氏の支配が緩んだのを契機に南下して平野部に進出したことで土佐七豪族の一つとして勢威を誇り、最盛期には土佐西部の国司土佐一条氏を別格としつつも、土佐一番の大名と呼ばれるまでになる。

## 戦国時代
本山に居を構えた本山氏は阿波小笠原氏と争うなどして本山の支配権を確立し、周辺豪族とも和を結ぶなどして基盤を着々と固めていく。
永正5年（1508年）、本山氏が首謀者となって吉良氏や山田氏と共同して長宗我部兼序を討ち滅ぼした（諸説あり、最近の研究では長宗我部氏は吸江庵の寺領問題で天竺氏に滅ぼされたとの説もある）。これにより本山氏は土佐国内で最も有力な豪族となる。1530年頃、土佐の守護領国制が崩壊した。経済的に有利な基盤を持っていなかった本山氏はここぞとばかりに土佐中央平野部に南下を始め、本山茂宗の時代には朝倉城を居城として土佐中央部を支配し、土佐七豪族のひとつ吉良氏を攻め滅ぼすと、嫡男本山茂辰は吉良姓を名乗る。また土佐国司土佐一条氏が伊予の伊予西園寺氏と争っている間に一条氏に敵対。諸将の城を攻めるなど、茂宗の頃には土佐豪族の中でも飛びぬけた存在となる。
しかし兼序の遺児長宗我部国親は、岡豊城復帰後に本山氏に服従の姿勢を見せつつ力を蓄え、茂宗亡き後反攻を始める。本山氏は、国親が吉田孝頼を岡豊に迎えたときから国親の体制を気にかけていたが、このままでは土佐が戦乱のちまたとなると察した一条氏の勧めで、国親の娘を嫡男本山茂辰の正室に迎えた。ひとまず二氏の間で小康を保つが、本山氏は、幾度も長宗我部軍と一進一退の攻防を繰り返しつつも、徐々に勢力を削がれていく。
1560年の長浜の戦いで、茂宗の後を継いだ茂辰が敗れ土佐平野部の支配権を失うことになる。茂辰は朝倉城の東、神田城に入り、土佐平原の要である朝倉城を奪取しようとする長宗我部家の寄せ手を幾度も撃退するも、諸豪族・家臣団の離反が始まり守りきれなくなると、火を放って元々の本拠本山城に撤退する。病死した茂辰の後を継いだ本山貞茂は本山城も捨て、土佐の奥地、叔父本山茂定の守る瓜生野城に立て籠り抗戦するも、長宗我部元親の圧迫に抗しきれず降伏する。これにより戦国大名本山氏は実質的に滅亡した。
降伏後、貞茂は親茂の名を与えられるなど元親の偏諱を受けて長宗我部家の一門衆に加えられ、嫡男長宗我部信親の家老として仕えた。親茂は後年の九州征伐の際に、戸次川の戦いで信親と共に戦死した。

## 本山茂宗三百六十年祭
本山氏は後に土佐藩に仕えた。また江戸時代初めて本山を領した山内刑部の男系子孫に板垣退助がおり、板垣が岐阜遭難の時に命を救うことになる竹内流（呑敵流）の組み討ち術を指導した本山団蔵重隆は本山氏の子孫であった。板垣の銅像を作製した本山白雲もこの本山氏の支族であり、また土佐藩士・本山家は板垣退助の分家の乾市郎兵衛家と婚姻関係にあり、その子供は本山家へ養子に入り、その生まれた子が乾家へ養子に入っているため、本山氏と山内刑部の子孫は、江戸時代の婚姻関係を通じて極めて近い親族関係を形成していた。そのため、本山氏と山内刑部を合同して顕彰する気運が高まった。さらに退助の次女・軍子は宮地茂春に嫁いだが、その娘・信子は本山氏に嫁いでいる。
大正2年（1913年）4月5日、高知県長岡郡本山町において、旧本山城主・本山茂宗入道梅渓歿後三百六十年祭ならびに同旧本山領主・山内刑部一照卿顕彰三百年祭が合同で斎行され、本山氏一族と山内刑部子孫一族が一堂に会した。式典では新たに建立された「本山茂宗顕彰碑」が本山氏の直系子孫・本山熊太郎の手によって除幕され、つぎに一同は隣接する「山内刑部一照夫妻墓所」へ移動。山内刑部直系子孫・山内一正（板垣家家令）の令息・一夫が墓前に香華を手向けた。その後、一同は本山城址に登って往時を懐古し、午後1時より嶺北の東光寺において合同法要が執り行われた。法要では本山茂宗へは高橋平太郎が祭文を奏上。山内刑部へは板垣退助が祭文を奉り、安芸喜代香が代読している。
なお山内刑部一照の三百回忌は本来ならば大正8年（1919年）6月30日に執り行われる予定であったが、板垣退助も山内一正も高齢であった為、板垣が健在なうちに行いたいとの地元からの要望により、6年前倒しまた本山氏の顕彰祭と合同で斎行されることとなった。

## 本山氏の武将
- 本山茂慶（内記）
- 本山茂直（又四郎）
- 本山采女
- 大窪美作
- 大窪勘十郎
- 河村兵庫助（別名、桑川久助）
- 河村四郎左衛門
- 中島新介
- 岡崎与左衛門
- 高石与七
  - 1565年の「岡豊城の戦い」では中島新介、高石与七、岡崎与左衛門らとともに本山親茂（本山茂辰の嫡男）に従い、秦泉寺大和守勢と戦い敗退。この戦は本山氏の長宗我部氏への降伏へと繋がり、本山氏家臣は長宗我部氏の一領具足へ下った。
- 高石左馬助（左馬之助）
  - 本山氏遺臣かつ長宗我部遺臣として滝山一揆（本山一揆）を起こした本山郷領主
- 高石孫左衛門
  - 高石左馬助の先祖の本山郷領主
- 吉井修理
- 水口次郎左衛門
- 本山左馬丞
- 長安総
- 長左近左衛門尉
- 宇賀平兵衛
- 神森出雲
- 大黒親周
- 大高坂経之
- 大藪紀伊守
- 片岡茂光（片岡直光）
- 秦泉寺掃部
- 本山五郎右衛門（立川五郎右衛門）